# Sporophila frontalis
El semillero frentiblanco, corbatita oliváceo o espiguero pichochó (Sporophila frontalis) es una especie de ave paseriforme de la familia Thraupidae perteneciente al numeroso género Sporophila. Es nativo del este de Sudamérica.

## Distribución geográfica y hábitat
Se distribuye de forma disjuta; en el sureste de Brasil, en el sur de Bahía y desde Espírito Santo y Minas Gerais hacia el sur por una franja litoral hasta el norte de Río Grande del Sur; y en el sureste de Paraguay y extremo noreste de Argentina (Misiones).
Esta especie es ahora poco común o rara, y local, en su hábitat natural: el estrato bajo y los bordes de selvas húmedas y montanas de la Mata Atlántica, generalmente asociada a la florescencia de bambuzales, cuando puede ser temporariamente más numerosa; desde el nivel del mar hasta los 1500 m de altitud.

## Estado de conservación
El semillero frentiblanco ha sido calificado como vulnerable por la Unión Internacional para la Conservación de la Naturaleza (IUCN) debido a que su pequeña población, estimada entre 2500 y 10 000 individuos maduros, se presume estar en rápida decadencia como resultado de la pérdida de hábitat, exacerbado por su dependencia de la floración del bambú, y por la captura para el comercio de aves de jaula.

## Descripción
Mide aproximadamente 13 cm de longitud. El macho tiene la frente blanca, rayas blancas arriba y abajo del ojo, cabeza, dorso, alas y cola oliváceos oscuros, pecho y abdomen oliváceos claros. La hembra y los ejemplares jóvenes son similares pero no tienen las rayas blancas arriba y abajo del ojo.

## Alimentación
Se alimenta especialmente de semillas pero a veces incorpora larvas e insectos a su dieta.

## Sistemática

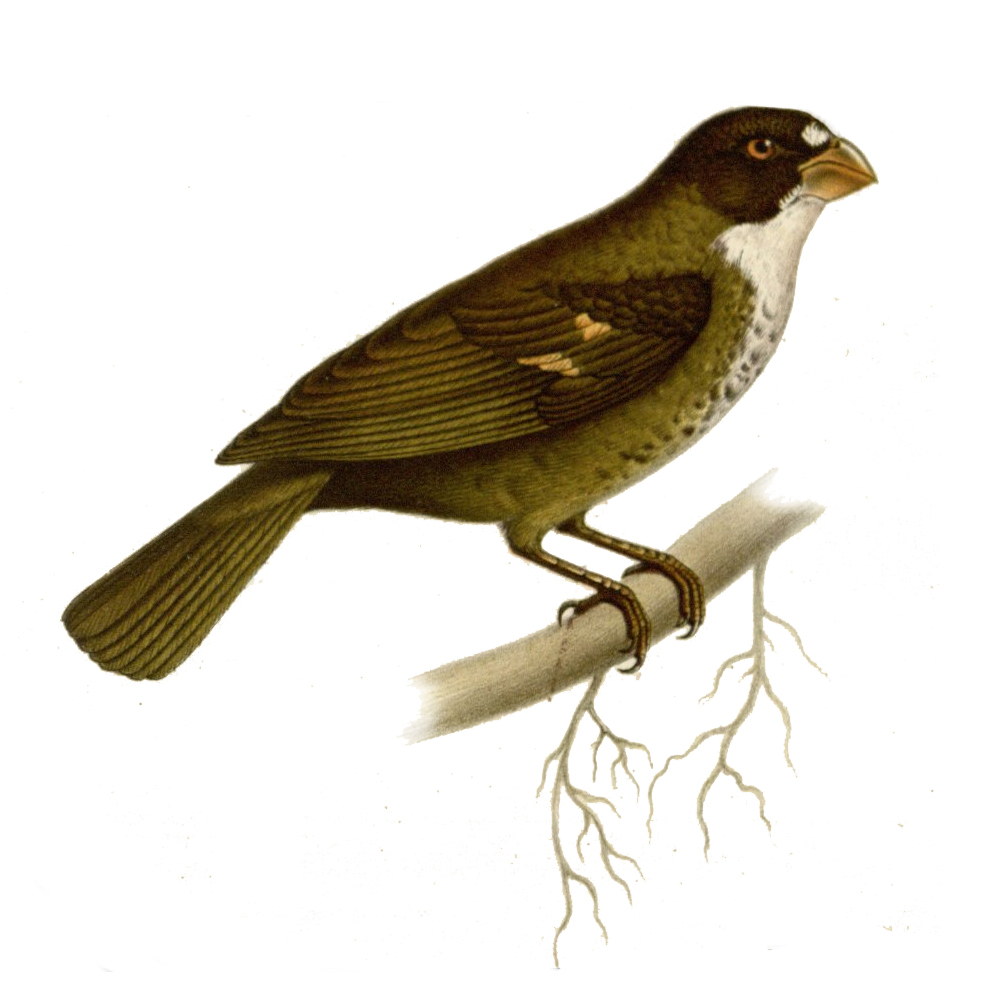
Callirhynchus frontalis, ilustración de Josephe Huët en Nouvelles Archives du Muséum d'histoire Naturelle, 1868.

### Descripción original
La especie S. frontalis fue descrita por primera vez por el ornitólogo francés Jules Verreaux en 1869 bajo el nombre científico Callirhynchus frontalis; su localidad tipo es: «Cayena, error, enmendado para Río de Janeiro, Brasil».

### Etimología
El nombre genérico femenino Sporophila es una combinación de las palabras del griego «sporos»: semilla, y  «philos»: amante; y el nombre de la especie «frontalis» proviene del latín moderno y significa ‘con frente’, ‘con cejas’.

### Taxonomía
Es monotípica. Los datos presentados por los amplios estudios filogenéticos recientes demostraron que la presente especie es próxima de Sporophila fringilloides, y el par formado por ambas es próximo de un clado integrado por S. luctuosa y S. caerulescens + S. nigricollis.